# トミー・エルフィック
トミー・エルフィック（Tommy Elphick、1987年9月7日 - ）は、イングランド・ブライトン出身の元プロサッカー選手。現役時代のポジションは、ディフェンダー。

## クラブ経歴
地元クラブであるブライトン・アンド・ホーヴ・アルビオンFCの下部組織で育成され、2005年12月のレディングFC戦でプロデビュー。
2012年8月、リーグ1のAFCボーンマスに移籍。加入初年度から主力に定着し、リーグ準優勝とチャンピオンシップ昇格に貢献した。またシーズン終了後のサポーター投票でチームの年間MVPに選出された。2014-15シーズン、チームはチャンピオンシップで優勝しクラブ史上初のプレミアリーグ昇格を達成した。
2016年6月、チャンピオンシップに降格したアストン・ヴィラFCに移籍。
2019年6月、ハダースフィールド・タウンFCに2年契約で移籍。2021年5月、契約満了による退団が発表され、同年8月に現役引退。

## タイトル
ボーンマス
- フットボールリーグ・チャンピオンシップ: 2014–15